# Guarani Futebol Club
O Guarani Futebol Club  é um clube brasileiro de futebol, na cidade de Pouso Alegre, no estado de Minas Gerais.
Grande rival do Pouso Alegre Futebol Clube na cidade, o Guarani passa por uma fase de reestruturação, com novas parcerias para montar uma equipe.
Para 2014 as categorias de base são suas únicas fontes de jogadores para a montagem do elenco principal. Atualmente o Guarani aposta em atletas de Pouso Alegre e região para disputa de competições regionais.